# Francisco Javier Aramendia Llorente
Francisco Javier Aramendia Llorente (Funes, 5 de desembre de 1986) és un ciclista navarrès, professional des del 2007 fins al 2016.
No té cap victòria en el seu palmarès com a professional.

## Palmarès
- 2006
  - Vencedor d'una etapa de la Volta a Biscaia

### Resultats al Giro d'Itàlia
- 2011. 115è de la classificació general

### Resultats a la Volta a Espanya
- 2012. 170è de la classificació general
- 2013. 118è de la classificació general.  1r del Premi de la combativitat[2]
- 2014. 98è de la classificació general